# Ilja Burow
Ilja Aleksiejewicz Burow (ros. Илья Алексеевич Буров; ur. 13 listopada 1991 w Jarosławiu) – rosyjski narciarz dowolny, specjalizujący się w skokach akrobatycznych, dwukrotny brązowy medalista olimpijski (2018).
W Pucharze Świata zadebiutował 16 stycznia 2011 roku w Mont Gabriel, gdzie zajął 20. miejsce. Tym samym już w swoim debiucie zdobył pierwsze pucharowe punkty. Na podium zawodów tego cyklu po raz pierwszy stanął 20 grudnia 2014 roku w Pekinie, kończąc rywalizację na trzeciej pozycji. Wyprzedzili go tam jedynie Chińczyk Qi Guangpu i kolejny Rosjanin, Pawieł Krotow. W 2014 roku wystąpił na igrzyskach olimpijskich w Soczi, zajmując 16. lokatę. Na rozgrywanych cztery lata później igrzyskach w Pjongczangu wywalczył brązowy medal, przegrywając tylko z Ołeksandrem Abramenko z Ukrainy i Chińczykiem Jia Zongyangiem. Był też między innymi piąty podczas mistrzostw świata w Kreischbergu w 2015 roku.

## Osiągnięcia

### Igrzyska olimpijskie
| Miejsce | Dzień     | Rok  | Miejscowość | Konkurencja                  | Zwycięzca           |
| ------- | --------- | ---- | ----------- | ---------------------------- | ------------------- |
| 16.     | 17 lutego | 2014 | Soczi       | skoki akrobatyczne           | Anton Kusznir       |
| 3.      | 18 lutego | 2018 | Pjongczang  | skoki akrobatyczne           | Ołeksandr Abramenko |
| 5.      | 10 lutego | 2022 | Pekin       | Drużynowe skoki akrobatyczne | Stany Zjednoczone   |
| 3.      | 16 lutego | 2022 | Pekin       | Skoki akrobatyczne           | Qi Guangpu          |

### Mistrzostwa świata
| Miejsce | Dzień       | Rok  | Miejscowość | Konkurencja        | Zwycięzca        |
| ------- | ----------- | ---- | ----------- | ------------------ | ---------------- |
| 16.     | 4 lutego    | 2011 | Deer Valley | Skoki akrobatyczne | Warren Shouldice |
| 9.      | 7 marca     | 2013 | Voss        | Skoki akrobatyczne | Qi Guangpu       |
| 5.      | 15 stycznia | 2015 | Kreischberg | Skoki akrobatyczne | Qi Guangpu       |
| 10.     | 6 lutego    | 2019 | Deer Valley | Skoki akrobatyczne | Maksim Burow     |
| 5.      | 10 marca    | 2021 | Ałmaty      | Skoki akrobatyczne | Maksim Burow     |

### Puchar Świata

#### Miejsca w klasyfikacji generalnej
- sezon 2010/2011: 77.
- sezon 2011/2012: 40.
- sezon 2013/2014: 77.
- sezon 2014/2015: 11.
- sezon 2015/2016: 19.
- sezon 2017/2018: 37.
- sezon 2018/2019: 62
- sezon 2019/2020: 44

Od sezonu 2020/2021 klasyfikacja skoków akrobatycznych jest jednocześnie klasyfikacją generalną.
- sezon 2020/2021: 44
- sezon 2021/2022:

#### Miejsca na podium w zawodach
1. Pekin–20 grudnia 2014 (skoki) – 3. miejsce
2. Lake Placid – 31 stycznia 2015 (skoki) – 3. miejsce
3. Moskwa–21 lutego 2015 (skoki) – 2. miejsce
4. Moskwa–13 lutego 2016 (skoki) – 3. miejsce
5. Mińsk–20 lutego 2016 (skoki) – 3. miejsce
6. Moskwa – 6 stycznia 2018 (skoki) – 3. miejsce
7. Deer Valley – 7 lutego 2020 (skoki) – 3. miejsce
8. Ruka – 4 grudnia 2020 (skoki) – 3. miejsce